# Thạc sĩ thương mại quốc tế
 Thạc sĩ thương mại quốc tế  (tiếng Anh: International Trade Master Degree)là tên gọi thạc sĩ về chuyên ngành thương mại quốc tế. Học Thạc sĩ thương mại quốc tế là học và nghiên cứu về  thị trường tài chính toàn cầu và nghiên cứu nó bị ảnh hưởng thế nào bởi chính sách thương mại, tỷ giá hối đoái và thuế.

## Đào tạo Thạc sĩ thương mại quốc tế
Các chương trình Thạc sĩ thương mại quốc tế sẽ cung cấp cho học viên những kiến thức mở rộng về thị trường toàn cầu và nó rất có ích đối với các nhà quản lý, các nhà kinh tế và cả các nhà môi giới.
Học Thạc sĩ Thương mại quốc tế tức là sinh viên được cung cấp các kiến thức về mối quan hệ giữa các doanh nghiệp và chính phủ trên thế giới. Sinh viên có thể tập trung vào các chính sách kinh tế, phát triển kinh doanh và phát triển kinh tế. Sinh viên sẽ giải quyết các vấn đề như thị trường tài chính toàn cầu, khủng hoảng ngân hàng khi sáp nhập các thị trường.
Mục tiêu của chương trình Thạc sĩ Thương mại quốc tế là dạy học viên để họ có thể xúc tiến công việc kinh doanh trên thị trường quốc tế. Chương trình giảng dạy cốt lõi sẽ nghiên cứu các môn học là khoa học, lịch sử, kinh tế chính trị và kinh tế quốc tế. Khóa học còn bao gồm các môn như: Kinh tế học về những thay đổi công nghệ, Cơ cấu cạnh tranh toàn cầu, Ngân hàng đầu tư toàn cầu, Các chính sách phát triển thương mại và đàm phán kinh doanh quốc tế.

## Cơ hội nghề nghiệp
Các tổ chức đa quốc gia rất muốn tìm kiếm những người có hiểu biết và bằng thạc sĩ về thương mại quốc tế. Ngoài việc làm việc với các doanh nghiệp, những thạc sĩ thương mại quốc tế có thể dễ dàng tìm thấy cơ hội của họ trong các tổ chức phi lợi nhuận quốc tế, các hãng kinh doanh quốc tế, Các ủy ban về chính sách công, các tổ chức phát triển chính sách toàn cầu.

## Các chương trình đào tạo Thạc sĩ thương mại quốc tế
Tại Việt Nam, các chương trình đào tạo thạc sĩ Thương mại quốc tế đang được mở ra và thu hút người học. Chẳng hạn như Chương trình thạc sĩ kinh doanh quốc tế của đại học Thương mại ; Thạc sĩ Tài chính và Ngoại thương quốc tế của học viện Tài chính liên kết với đại học Leeds Met của Anh